# Karl Wolff
Karl Friedrich Otto Wolff (13 de maio de 1900 — 17 de julho de 1984), foi um membro de alto escalão da Schutzstaffel (SS). Além de SS-Obergruppenführer, Wolff era general da Waffen-SS e assistente pessoal do Reichsführer-SS Heinrich Himmler.